# Rudolf Müller (politik DAP)
Rudolf Müller (4. února 1853 Jihlava – 24. července 1925 Eisenach) byl rakouský účetní a politik německé národnosti, na začátku 20. století poslanec Moravského zemského sněmu.

## Životopis
Narodil se v rodině krejčovského mistra Mathiase Müllera a jeho první ženy Kathariny, rozené Singer. Vystudoval brněnské gymnázium, pak začal pracovat v Jihlavě u Okresní nemocenské pokladny jako úředník. Ve druhé polovině 90. let se stal jejím ředitelem. Ve stejné době založil Zemské zastupitelstvo německých okresních pokladen Moravy a Slezska a stal se jeho předsedou. Působil rovněž jako místopředseda Říšského svazu německých nemocenských pokladen, který rovněž spoluzakládal. V roce 1898 inicioval vznik jihlavského Německého dělnického spolku Dub. Spoluzakládal také odborovou organizaci stavebních řemesel.
Od roku 1898 se angažoval ve vznikající Německé dělnické straně. V rámci strany byl spíše vpravo a podporoval spolupráci s německými liberály a radikály, na rozdíl od dalších jihlavských předáků strany Hanse Krebse a Rudolfa Junga. V letech 1907 – 1913 byl členem jihlavského obecního výboru. Kvůli růstu sociální demokracie se snažil o spojení německých měšťanských stran v Jihlavě. V moravských zemských volbách v roce 1906 byl zvolen poslancem za německou část všeobecné kurie v obvodě na západní Moravě, který se táhl od Dačic až po Mohelnici. Ve volbách jej podporoval Hlavní volební výbor spojených německých pokrokových stran. Na sněmu se zabýval volební reformou a otázkami starobního, nemocenského a invalidního pojištění.
Byl třikrát ženatý. S první manželkou Karolinou, roz. Exner (1853–1880), měl dvě dcery – Ernestinu (1876–1886) a Aloisii (1877–1877). S druhou manželkou Annou, roz. Beer (1862–1906), měl pět dětí – Augustu (nar. 1882), Viktora (1885–1885), dvojčata Elizabeth a Irenu (nar. 1887), Ludwiga (1889–1890). Potřetí se oženil s Carolou, roz. Volger (nar. 1869). Po sňatku s ní se přestěhoval do Frankfurtu nad Mohanem.